# International Lawn Tennis Challenge 1911
Der International Lawn Tennis Challenge 1911 war die 10. Ausgabe des Wettbewerbs für Herrennationalmannschaften im Tennis. Nachdem schon 1910 das Turnier ganz ausgefallen war, musste der für den 29. Dezember 1911 geplante Beginn des Turniers aufgrund schlechten Wetters verlegt werden, sodass die Spiele tatsächlich vom 1. bis 3. Januar 1912 stattfanden.
Wie bereits in den Jahren 1908 und 1909 erreichte der Herausforderer USA das Finale und musste sich dort dem Titelverteidiger Australasien geschlagen geben, das damit seinen vierten Titel in Folge gewann.
Zum ersten Mal in der Geschichte der International Lawn Tennis Challenge war es bei diesem Turnier den Teams erlaubt, in bedeutungslosen Spielen (d. h., bei den Spielständen 3:0, 4:0 oder 3:1) Ersatzspieler einzusetzen.

## Die Mannschaften
Wie bereits im vergangenen Jahr traten lediglich Vertreter der folgenden beiden Länder um ein Finalticket gegen den Titelverteidiger an:
| - USA - Britische Inseln |

## Ergebnis
| Datum      | Heimmannschaft | Ergebnis | Gastmannschaft   | Ort                                                 | Belag |
| ---------- | -------------- | -------- | ---------------- | --------------------------------------------------- | ----- |
| 09.–12.09. | USA            | 4:1      | Britische Inseln | West Side Tennis Club, 238th Street, New York (USA) | Rasen |

## Finale
| Australasia                                                           | Finale | USA                                                                        |
| --------------------------------------------------------------------- | --- | -------------------------------------------------------------------------- |
| Team Norman Brookes Rodney Heath Alfred Dunlop Kapitän Norman Brookes | Datum: 1. bis 3. Januar 1912 Ort: Hagley Park, Christchurch (Neuseeland) Belag: Rasen \| Norman Brookes \| 6:4, 2:6, 6:3, 6:3 \| Beals Wright \| \| Rodney Heath \| 2:6, 6:1, 7:5, 6:2 \| William Larned \| \| Norman Brookes Alfred Dunlop \| 6:4, 5:7, 7:5, 6:4 \| Maurice McLoughlin Beals Wright \| \| Norman Brookes \| 6:4, 3:6, 4:6, 6:3, 6:4 \| Maurice McLoughlin \| \| Rodney Heath \| w.o. \| Beals Wright \| Resultat: 5:0 | Team Beals Wright William Larned Maurice McLoughlin Kapitän William Larned |
| Norman Brookes                                                        | 6:4, 2:6, 6:3, 6:3 | Beals Wright                                                               |
| Rodney Heath                                                          | 2:6, 6:1, 7:5, 6:2 | William Larned                                                             |
| Norman Brookes Alfred Dunlop                                          | 6:4, 5:7, 7:5, 6:4 | Maurice McLoughlin Beals Wright                                            |
| Norman Brookes                                                        | 6:4, 3:6, 4:6, 6:3, 6:4 | Maurice McLoughlin                                                         |
| Rodney Heath                                                          | w.o. | Beals Wright                                                               |